# Catástrofe de Nedelin

Misil Balístico R-16

La catástrofe de Nedelin o el desastre de Nedelin  es el nombre con que se conoce un siniestro que tuvo lugar el 24 de octubre de 1960 en una plataforma de lanzamiento de cohetes en la zona de pruebas de Baikonur (Kazajistán), que forma parte del Cosmódromo de Baikonur. Se produjo durante el desarrollo del misil balístico intercontinental R-16 soviético.
Mientras se preparaba un prototipo del misil para un vuelo de prueba, tuvo lugar una explosión al encenderse por accidente los motores de segunda fase del cohete. Gran cantidad de personal militar y técnicos que trabajaban en los preparativos murieron debido a la explosión. A pesar de la magnitud del desastre, durante muchos años se censuraron las noticias al respecto y solo en 1989 el Gobierno soviético reconoció la existencia del evento. Al desastre se le puso el nombre del comandante de artillería Mitrofán Ivánovich Nedelin, que murió en la explosión. Nedelin era el jefe del programa de desarrollo del R-16, ya que era el oficial comandante a cargo de las Fuerzas Estratégicas de Misiles de la Unión Soviética.
Medio siglo después de producirse el trágico accidente, se ha podido confirmar de fuentes oficiales que el siniestro causó 150-300 víctimas mortales.

## Preparaciones para el lanzamiento
El 23 de octubre, el prototipo del misil R-16 fue ubicado en la plataforma de lanzamiento 41 en Baikonur, todavía pendiente de una serie de pruebas antes del despegue. El misil medía más de 30 m de largo, 3 m de diámetro y su peso al despegue era de 141 toneladas. Se cargó el combustible del cohete, que era dimetilhidrazina asimétrica (UDMH) hipergólica y una solución saturada de tetróxido de dinitrógeno en ácido nítrico como oxidante — que fueron elegidos porque necesitan temperaturas extremadamente altas para llegar a ebullición, lo que en teoría los suponía más seguros de almacenar que otros tipos de combustibles, pero también significaba que el combustible y el oxidante eran extremadamente corrosivos y tóxicos. Estos riesgos fueron tenidos en cuenta en los requerimientos de seguridad de los procedimientos de lanzamiento, sin embargo, la insistencia de Nedelin de realizar las pruebas antes del 7 de noviembre (aniversario de la revolución bolchevique) puso una presión inmensa por acelerar los plazos del proyecto, de forma que numerosos procedimientos de seguridad fueron ignorados para ahorrar tiempo.

## Accidente

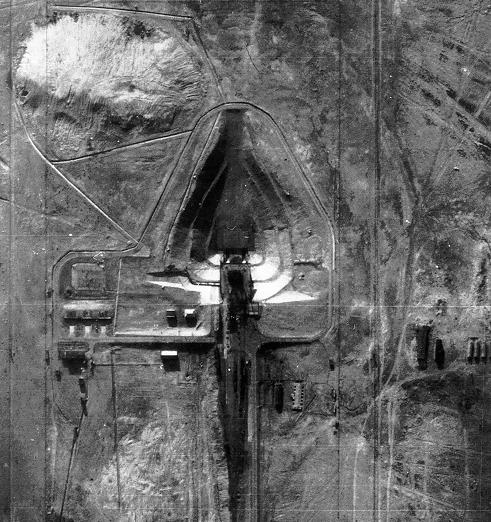
Lugar de la explosión en el Cosmódromo de Baikonur

Un cortocircuito en el secuenciador principal reemplazado hizo que se encendieran los motores de segunda etapa en mitad de las pruebas previas al lanzamiento. Esto hizo detonar los tanques de combustible de la primera etapa, que se encontraban justo debajo, destruyendo el misil, provocando la detonación. Antes de buscar refugio, el operador de la cámara activó de forma remota las cámaras automáticas que rodeaban la plataforma de lanzamiento, por lo que la explosión fue grabada en detalle. Las personas que se encontraban cerca del cohete fueron incineradas de forma instantánea; aquellos situados a mayor distancia morirían a causa de sus quemaduras o se intoxicarían con el humo y los vapores. Andréi Sájarov relató numerosos detalles: tan pronto como los motores se encendieron, la mayoría de los asistentes que estaban intentaron escapar pero quedaron atrapados por la cerca de seguridad y fueron alcanzados por la bola de fuego del combustible. La explosión incineró a Nedelin, uno de los más destacados diseñadores de misiles guiados de la Unión Soviética, y a otros 71 oficiales e ingenieros (incluyendo al destacado especialista en motores Gueorgui Fírsov). Mijaíl Yánguel, diseñador de misiles y comandante de la zona de pruebas, sobrevivió debido a que se había retirado a fumar un cigarrillo detrás de un búnker ubicado a unos cientos de metros de distancia.

## Eventos posteriores

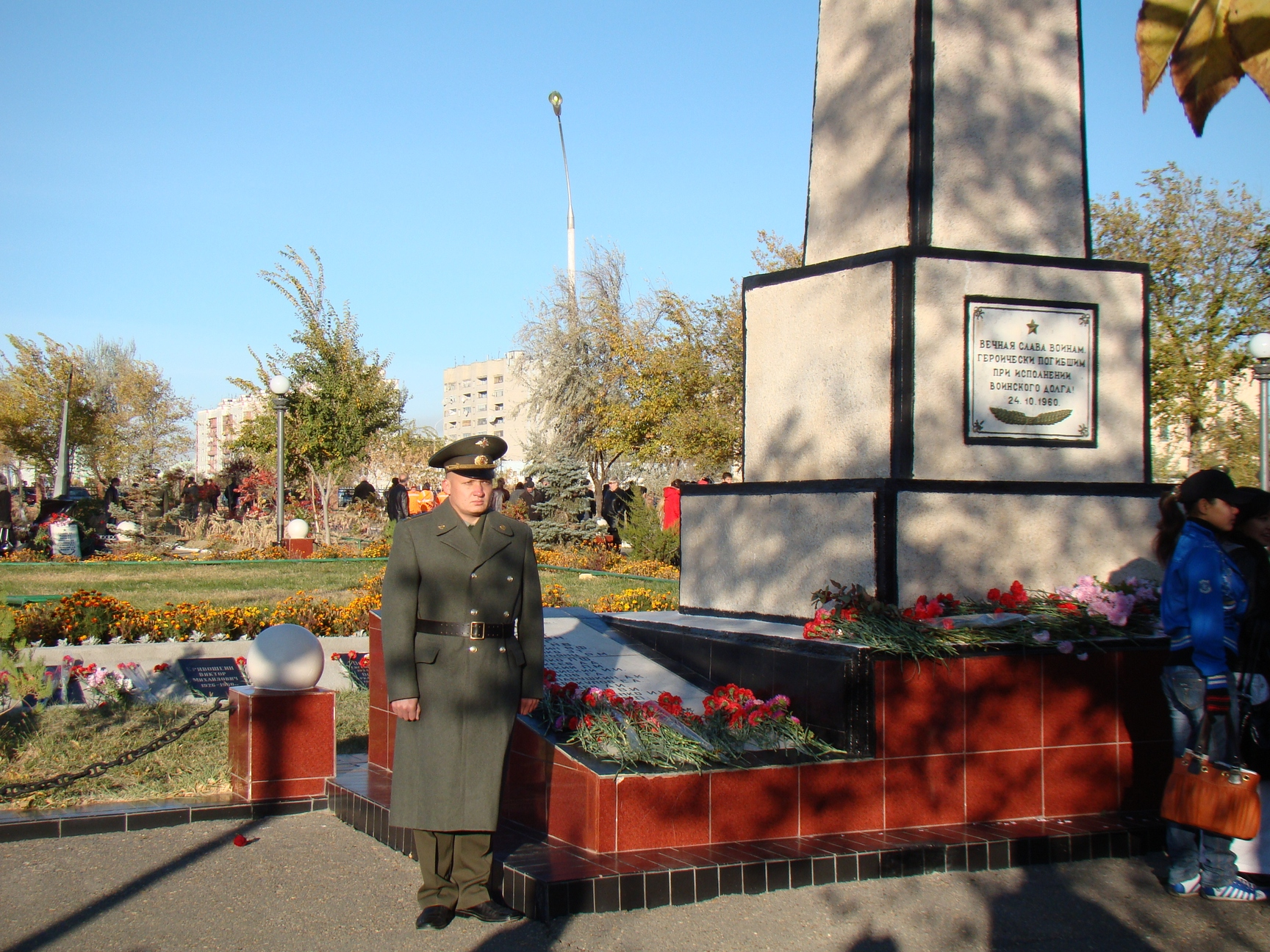
Guardia de honor en la tumba de aquellos que murieron durante las pruebas del R-16 el 24 de octubre de 1960, ciudad de Baikonur.

Inmediatamente Nikita Jrushchov decretó un secreto absoluto sobre los eventos ocurridos el 24 de octubre. Una gacetilla de prensa informó que Nedelin había fallecido en un accidente de aviación y se les indicó a las familias de los otros ingenieros que dijeran lo mismo respecto a sus familiares fallecidos. Jrushchov también ordenó a Leonid Brézhnev que dirigiera una comisión investigadora y que fuera al sitio del accidente. Entre los hallazgos de la comisión se indicó que en la plataforma de lanzamiento había muchas más personas de las estrictamente necesarias para las tareas que debían realizarse, y gran parte de ellas deberían haber estado en búnkeres seguros.
Según Serguéi Jrushchov, Brézhnev insistió en que la comisión no castigara a nadie, expresando que "Los culpables ya han sido castigados".
Posteriormente, Nikita Jrushchov le preguntó a Yánguel, "¿Pero por qué es que tú estás vivo?". Con voz entrecortada Yánguel le respondió - "Estaba afuera fumando un cigarrillo, es todo culpa mía". Al poco tiempo sufrió un paro cardíaco que lo alejó del trabajo durante meses.
Después de que el comité presentara su informe, el programa R-16 retomó su ritmo en enero de 1961, y en noviembre se realizó el  primer vuelo con éxito. La demora del R-16 impulsó el desarrollo en Rusia de ICBMs más efectivos y fue determinante en la decisión de Jrushchov de instalar misiles balísticos de mediano alcance (IRBMs) en Cuba. Antes del desastre Yánguel tenía ambiciones de competir con Serguéi Koroliov por el liderazgo del Programa Espacial Tripulado, pero se le indicó que se concentrara en el R-16.
A mediados de la década de 1960, en el parque de Baikonur, se erigió un monumento en memoria de las víctimas; los oficiales de la Agencia Federal Espacial Rusa lo visitan antes del lanzamiento de cada vuelo tripulado.

## Reconocimiento oficial

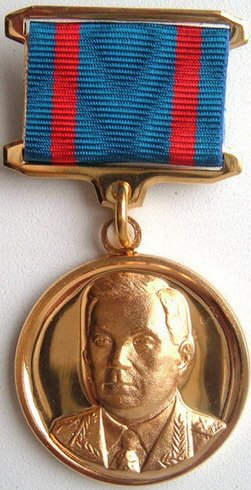
Medalla conmemorativa con la imagen de Nedelin

Un comunicado de prensa informó que Nedelin había muerto "en un accidente de avión durante una misión". La agencia de noticias italiana Continentale fue la primera en informar el 8 de diciembre, a partir de fuentes no reveladas, que el comandante Nedelin y 100 personas más habían fallecido durante la explosión de un cohete. El 16 de octubre de 1965 The Guardian informó que Oleg Penkovski, un espía capturado, había confirmado los detalles del accidente del misil, y Zhorés Medvédev, un científico exiliado, brindó detalles en 1976 en el semanario británico New Scientist.  Sin embargo, no fue hasta el 16 de abril de 1989 que la Unión Soviética reconoció el evento, con un informe publicado en el semanario Ogoniok.